# Onmyōdō

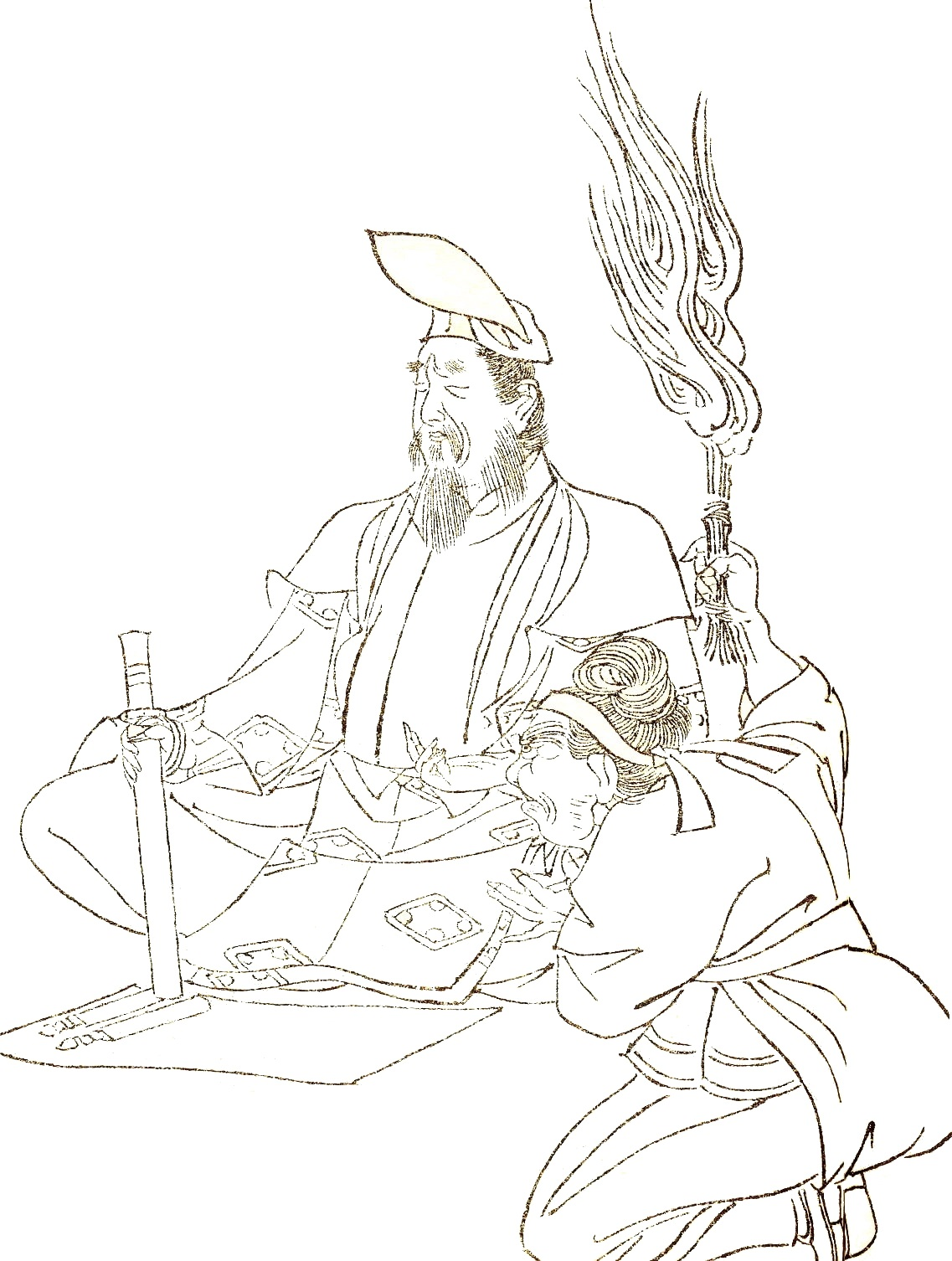
Abe no Seimei, un onmyōji célèbre, représenté dans le Zenken Kojitsu.

L'onmyōdō (陰陽道, ou encore on'yōdō) est une cosmologie ésotérique traditionnelle japonaise, qui mélange les sciences naturelles et l'occultisme. Elle est basée sur les philosophies chinoises des cinq éléments (wuxing) et du yin et yang, introduites au Japon au tournant du VIe siècle. Elle est acceptée comme un système concret de divination. Ces pratiques ont de plus évolué, étant influencées par le taoïsme, le bouddhisme et le shintoïsme, pour devenir le onmyōdō contemporain vers la fin du VIIe siècle.
Au milieu du XIXe siècle, le onmyōdō est déclaré superstition et interdit. Il était jusqu'alors sous le contrôle du gouvernement impérial, puis de ses courtisans, la famille Tsuchimikado. L'interdit est levé par la liberté de culte garantie par la Constitution du Japon de 1946 et l'étude et la pratique du onmyōdō sont de nouveau permises. Un professionnel du onmyōdō se nomme un onmyōji (陰陽師).

## Histoire
Les philosophies chinoises des cinq éléments (wuxing) et du yin et yang, sont introduites au Japon au tournant du VIe siècle.
Aux VIIe et VIIIe siècles, le système de lois ritsuryō est instauré. Les techniques du yin et yang sont mises sous l'autorité du Bureau du onmyō (陰陽寮, onmyō-ryō), dans le département de Nakatsukasa (中務省, Nakatsukasa-shō) de la bureaucratie impériale.

### Onmyōji
L'onmyōji (陰陽師) (aussi appelé in'yōji), était une des classifications de fonctionnaires appartenant au Bureau d'onmyō dans le système ritsuryō. Les personnes avec ce titre étaient des pratiquants professionnels d'onmyōdō.
Les onmyōji étaient des spécialistes en magie et en divination. Leurs responsabilités à la cour étaient variées : elles incluaient des tâches concernant le suivi du calendrier et des devoirs mystiques, comme la divination et la protection de la capitale contre les mauvais esprits. Ils pouvaient prédire les influences favorables ou néfastes dans la terre et ils ont joué un rôle déterminant dans le déplacement de la capitale. Il est dit qu'un onmyōji pouvait aussi convoquer et contrôler des shikigami.
Kamo no Yasunori et Abe no Seimei furent deux onmyōji célèbres. Après la mort de Seimei, l’empereur fit ériger un mausolée à sa maison de Kyoto.
L’onmyōji avait une influence politique pendant la période Heian, mais plus tard, lorsque la cour impériale déclina, leur support de l'État fut complètement perdu. Aujourd’hui au Japon, on définit les onmyōji comme un type de prêtre shinto et bien qu'il y en ait beaucoup qui se réclament médiums et spiritualistes, l’onmyōji continue à être une figure de l’occultisme.

### Tensha Tsuchimikado Shinto
L'organisation Tensha tsuchimikado shintō (天社土御門神道), ou Tsuchimikado shintō est un groupe religieux appartenant aux sectes shinto (教派神道, kyōha shintō, ou 宗派, shūha shintō) est aujourd'hui la représentante du culte onmyōdō. Son siège est à Ōi, dans la préfecture de Fukui.
La création du groupe debute en avril 1942, le « Tsuchimikado Shinto Domonkai » fut formé, avec Yasumitsu Tsuchimikado, chef de la famille vicomte Tsuchimikado, comme président, et Yasutaka Kurahashi, une branche de la famille Tsuchimikado, comme président, et le mouvement pour relancer Tsuchimikado. Mais la famille Mimuroto, qui était les prêtres en chef du sanctuaire Ise Jingu, leur servait de soutien et visait à restaurer le shintoïsme de Tsuchimikado, mais Hiromitsu Tsuchimikado est décédé en mai 1944. Son jeune frère Noritada Tsuchimikado lui succède. Le 21 mai 1946, il fut décidé de le renaître sous le nom de « Tsuchimikado Shinto » (Tensha Tsuchimikado Shinto). Le 11 janvier 1954, elle fut approuvée comme « siège social de la société religieuse Tensha Tsuchimikado Shinto ». Le « quartier général shinto Tensha Tsuchimikado » a été créé comme siège social et Noritada Tsuchimikado a été nommé administrateur chef. Kendo Fujita a été nommé directeur représentatif et directeur et a assisté le directeur.
Selon l’édition 2005 de l'Annuaire des religions (宗教年鑑), il englobe 25 organisations au total, dont 4 sanctuaires, 5 églises, 9 centres missionnaires et 7 autres organisations (cependant, une seule organisation a acquis le statut d'entreprise). En 2024, l'organisation est dirigée par Yoshihito Fujita. De plus, la famille Tanigawa se transmet la charge de kannushi du sanctuaire Kamo.